# Viktor Claesson
Viktor Claesson (ur. 2 stycznia 1992 w Värnamo) – szwedzki piłkarz występujący na pozycji pomocnika w duńskim klubie FC København oraz w reprezentacji Szwecji.

## Kariera klubowa
Claesson treningi rozpoczął w zespole IFK Värnamo. W 2009 roku został włączony do jego pierwszej drużyny, grającej w trzeciej lidze. W 2010 roku awansował z zespołem do drugiej ligi. W 2012 roku przeszedł do drużyny IF Elfsborg z Allsvenskan. W lidze tej zadebiutował 31 marca 2012 roku w wygranym 2:1 pojedynku z Djurgårdens IF. 12 kwietnia 2012 roku w wygranym 2:0 spotkaniu z IFK Norrköping strzelił pierwszego gola w Allsvenskan. W 2012 roku zdobył wraz z klubem mistrzostwo Szwecji, a w 2014 puchar kraju. W styczniu 2017 roku przeszedł do FK Krasnodar. 30 marca 2022 roku został zawodnikiem FC København. W Superligaen zadebiutował 3 kwietnia 2022 roku w wygranym 1:0 spotkaniu z Aalborg BK, w którym zdobył również pierwszego gola w barwach zespołu z Kopenhagi.

## Kariera reprezentacyjna
W reprezentacji Szwecji Claesson zadebiutował 18 stycznia 2012 roku w wygranym 2:0 towarzyskim meczu z Bahrajnem. Pierwszą bramkę w reprezentacji zdobył 5 dni później w spotkaniu z Katarem (5:0). W 2018 wystąpił na Mistrzostwach Świata, a w 2021 został powołany na Euro 2020.